# エドウィージ・ダンティカ
エドウィージ・ダンティカ（Edwidge Danticat, 1969年1月19日 - ）とはハイチ系アメリカ人の作家である。

## 略歴
ダンティカはハイチの首都ポルトープランスで生まれた。彼女が2歳の時、彼女の父アンドレはニューヨークに移住し、2年後に母のローズも後を追った。この時に残されたダンティカと弟のエリアブは叔父と叔母によって育てられた。彼女の公的な教育はハイチにてフランス語で行われたが、彼女は家庭でハイチ語を話した。
12歳の時、彼女はニューヨークのブルックリンに移住し、ハイチ系アメリカ人の隣人の囲まれていた両親と合流した。彼女は10代の時移民したため、エドウィージのアクセントとしつけは彼女を当惑させる要因となったため、彼女は慰みのために文学に向かった。2年後、彼女は英語で書いた初の、"A Haitian-American Christmas: Cremace and Creole Theatre,"を10代が書いた雑誌ニューヨークコネクションズで出版した。彼女は後にニューヨークコネクションズに移民体験についての物語を書いた。

### キャリア
ニューヨーク州ブルックリンのClara Barton High Schoolを卒業した後、ダンティカはニューヨーク市のBarnard Collegeに入学した。まず、彼女は教師になるために勉強したが、書くことへの愛が勝ち、彼女はフランス文学科に入った。1993年に、彼女は論文"My turn in the fire - an abridged novel",でブラウン大学のCreative WritingにおけるMaster of Fine Artsを取得した。

## 著作

### 書籍

#### 小説
- Breath, Eyes, Memory (1994)
  - エドウィッジ・ダンティカット/玉木幸子訳『息吹、まなざし、記憶』DHC、2000年5月。
- The Farming of Bones (1998)
- The Dew Breaker (2004)
  - エドウィージ・ダンティカ/山本伸訳『デュー・ブレーカー 』五月書房新社、2018年7月。
- Claire of the Sea Light (2013)　
  - エドウィージ・ダンティカ/佐川愛子訳 『海の光のクレア』作品社、2015年1月。

#### 短編小説集
- Krik? Krak! (stories, 1996)
  - エドウィージ・ダンティカ/山本伸訳『クリック? クラック!』五月書房、2001年1月。
- Everything Inside (2019)

#### 児童・YA
- Behind the Mountains (young adult novel, 2002, part of the First Person Fiction series)
- Anacaona: Golden Flower, Haiti, 1490 (young adult novel, 2005, part of The Royal Diaries series)
- The Last Mapou (children's novel, January 2013
- Untwine (young adult novel, October 2015)
  - エドウィージ・ダンティカ/佐川愛子訳 『ほどける』作品社、2017年4月。

#### 編集アンソロジー
- The Butterfly's Way (anthology editor)

- Best American Essays, 2011 (anthology editor, October 2011)
- Haiti Noir 2: The Classics (anthology editor, January 2014)

#### ノンフィクション
- After the Dance: A Walk Through Carnival in Jacmel, Haiti (travel book, 2002)
  - エドウィージ・ダンティカ/くぼたのぞみ訳『アフター・ザ・ダンス―ハイチ、カーニヴァルへの旅』現代企画室、2003年8月。
- Brother, I'm Dying (memoir/social criticism, 2007)
  - エドウィージ・ダンティカ/佐川愛子訳『愛するものたちへ、別れのとき』作品社、2009年12月。

- Create Dangerously: The Immigrant Artist at Work (essay collection, 2010)
- Eight Days: A Story of Haiti (picture book, 2010)
- Tent Life: Haiti (essay contributor, 2011)
- Haiti Noir (anthology editor, 2011)
- Mama's Nightingale (picture book, September, 2015)
- The Art of Death (biography, July 2017)
- My Mommy Medicine (picture book, February 2019)

ダンティカはハイチ革命を描いたアレホ・カルペンティエルの小説『この世の王国』の序文を書いている。

## 受賞
ダンティカはエッセンス誌とセブンティーン誌で小説賞を受賞し、ハーパーズ・バザー誌で「変化をもたらす20人のうちの1人」に選ばれた。また、ニューヨーク・タイムズ誌で「30歳以下の30人」の1人として注目され、ジェーン誌で「今年最もガッツのある女性15人」の1人に選ばれた。
- 1994年: カリブ文学作家フィクション賞
- 1995年: ウーマン・オブ・アチーブメント賞、バーナード・カレッジ
- 1995年: プッシュカート短編小説賞（Between the Pool and the Gardenias）
- 1995年: 全米図書賞ノミネート（Krik? Krak!）
- 1996年: Granta誌の「Best Young American Novelists」[13]。
- 1996年:ライラ＝ウォレス＝リーダーズ・ダイジェスト助成金
- 1999年: アメリカン・ブック・アワード（The Farming of Bones）
- 1999年: フライアーノ文学賞
- 1999年: スーパーフライアーノ賞（The Farming of Bones）
- 2000年: リベラトゥール賞[2]
- 2005年: ストーリー賞（The Dew Breaker）
- 2005年: アニスフィールド・ウルフ図書賞（The Dew Breaker）
- 2007年: 全米図書賞ノミネート（Brother, I'm Dying）
- 2007年: 全米図書批評家協会賞受賞（Brother, I'm Dying）
- 2008年: デイトン文学平和賞（Brother, I'm Dying）
- 2008年: ハーストン／ライト財団レガシー賞（Brother, I'm Dying）
- 2009年: マッカーサー・フェロー・プログラム・ジーニアス・グラント
- 2009年: カリブ哲学協会からニコラス・ギレン哲学文学賞
- 2011年: ニューヨーク市立大学からラングストン・ヒューズ・メダル
- 2011年: カリブ文学OCMボカス賞「Create Dangerously」部門
- 2012年: スミス大学名誉学位
- 2013年: イェール大学名誉学位
- 2014年: アンドリュー・カーネギー・メダル（Andrew Carnegie Medal for Excellence in Fiction）の最終候補作（Claire of the Sea Light）
- 2014年: PENオークランド-ジョセフィン・マイルズ文学賞
- 2017年: 西インド諸島大学オープンキャンパスから名誉文学博士号（DLitt）を授与
- 2017年: ノイシュタット国際文学賞受賞
- 2018年: セント・マーチン・ブックフェア、プレジデンツ賞
- 2019年年: 全米図書批評家協会賞 フィクション部門 （Everything Inside）
- 2020年: ストーリー賞（Everything Inside）
- 2020年: ヴィルチェク財団文学賞

## 脚註
1. ↑  Theses & Dissertations Record from a Brown University website
2. ↑  “Der LiBeraturpreis 1988 bis 2021”.   LitProm. 2025年1月22日閲覧。